# Michał Misiurewicz
Michał Misiurewicz (ur. 9 listopada 1948 w Warszawie) – polski matematyk, członek Amerykańskiego Towarzystwa Matematycznego, od 2017 członek zagraniczny Polskiej Akademii Nauk (Wydział III Nauk Ścisłych i Nauk o Ziemi).

## Życiorys
Absolwent VI Liceum Ogólnokształcącego im. Tadeusza Reytana w Warszawie (1966). Dwukrotnie brał udział w Międzynarodowej Olimpiadzie Matematycznej. W 1965 roku otrzymał brązowy medal, zaś w 1966 uzyskał złoty medal z perfekcyjnym wynikiem (tzn. najwyższą możliwą punktacją) i zajął dzielone pierwsze miejsce. Studia matematyczne ukończył w 1971 roku. Doktorat uzyskał na Uniwersytecie Warszawskim w 1974 roku, wypromował go prof. Bogdan Bojarski. Habilitację zrobił w 1980, dziewięć lat później otrzymał profesurę. Początkowo wykładał na UW, w 1992 roku przeniósł się do Stanów Zjednoczonych na Indiana University – Purdue University Indianapolis w Indianapolis.
Głównym polem badań Misiurewicza w matematyce są nieliniowe układy dynamiczne oraz geometria fraktalna. Jego nazwiskiem nazwano punkt Misiurewicza. W 1983 roku, na zaproszenie Międzynarodowego Kongresu Matematyków (ICM), wygłosił w czasie kongresu w Warszawie wykład pod tytułem One-dimensional dynamical systems.
Członek zwyczajny Towarzystwa Naukowego Warszawskiego. Należy do Polskiego Towarzystwa Matematycznego. W latach 1976–1978 był prezesem Stołecznego Klubu Tatrzańskiego PTTK. W 2003 roku otrzymał Medal im. Wacława Sierpińskiego. Został również odznaczony Złotą Honorową Odznaką PTTK.